# 曾品富
曾品富（1996年3月1日—）為臺灣男子籃球運動員，場上位置為小前鋒，現效力於超級籃球聯賽台灣啤酒。曾品富生於新竹市，出身強恕高中與健行科技大學，具有U18國手資歷，大學畢業後至新竹科學園區上班，2021年加盟T1聯盟臺南台鋼獵鷹，2022年轉戰桃園雲豹。2023年7月10日，曾品富加盟臺中太陽。10月16日，臺中太陽宣布解散。

## 外部連結
- 曾品富在fiba.basketball（英语）
- 曾品富在archive.fiba.com（archived）（英语）
- 曾品富在fiba3x3.com（英语）
- 曾品富在Eurobasket.com（球員）（英语）
- 曾品富在Flashscore（英语）